# Jämställdhet

En av 2000-talets symboler för jämställdhet mellan könen.

Jämställdhet är ett ideal som innebär att kvinnor och män ska ha samma rättigheter, skyldigheter och möjligheter inom alla väsentliga områden i livet. Begreppet är närbesläktat med jämlikhet. Det förekommer att jämställdhet beskrivs som jämlikhet mellan könen och som jämlikhet oberoende av genus, kön eller sexualitet.

## Olika betydelser
I den offentliga debatten används olika definitioner. Vissa avser med jämställdhet att män och kvinnor vid ett urval har "lika möjlighet" (alltså att ingen hänsyn ska tas till kön vid ett urval), medan andra med jämställdhet avser "lika utfall" (alltså att vid urval är kön en parameter som ska eller bör beaktas för att uppnå en jämn könsbalans i urvalet, så kallad positiv särbehandling).
EU definierar jämställdhet mellan kvinnor och män som "samma rättigheter, skyldigheter och möjligheter för kvinnor och män, pojkar och flickor". EU utvecklar definitionen på följande vis:
| ”      | Jämställdhet innebär inte att kvinnor och män blir likadana utan att kvinnors och mäns rättigheter, skyldigheter och möjligheter inte är villkorad av om de föddes som kvinna eller man. Jämställdhet mellan kvinnor och män innebär att både kvinnors och mäns intressen, behov och prioriteringar tas i beaktande varigenom hänsyn tas till mångfalden hos olika grupper av kvinnor och män. Jämställdhet är inte en kvinnofråga utan ska avse och fullt ut engagera män såväl som kvinnor. Jämställdhet mellan kvinnor och män betraktas som en fråga om mänskliga rättigheter och utgör en förutsättning och indikator för hållbar människocentrerad utveckling och demokrati. | „ |
| – EIGE | |   |

Enligt FN:s Agenda 2030 handlar jämställdhet om rättvis fördelning av makt, inflytande och resurser mellan kvinnor och män. Enligt FN är jämställdhet en förutsättning för en hållbar och fredlig utveckling i världen.

## Olika länder

### Finland
I Finland trädde jämställdhetslagen i kraft 1987.

### Sverige
Det svenska ordet jämställdhet började användas i början av 1970-talet när frågan om en lagstiftning mot könsdiskriminering väcktes. År 1979 fick Sverige sin första jämställdhetslag som sedan omarbetades 1991 till jämställdhetslagen. Denna lag upphörde att gälla när den nya diskrimineringslagen trädde i kraft den 1 januari 2009.
Huvudinriktningen inom den svenska jämställdhetspolitiken kan belysas genom den svenska jämställdhetsministerns historiska tillhörighet till olika departement. Vid bildandet 1973 sorterade posten under Inrikesdepartementet, och mellan 1974 och 1991 hörde den till Arbetsmarknadsdepartementet. Därefter har tillhörigheten varierat mellan Kultur- och Socialdepartementet, Statsrådsberedningen, Civil-, åter hos Arbetsmarknadsdepartementet samt därefter hos Jordbruksdepartementet. Under ett antal år runt millennieskiftet hörde dessa frågor till det nyinrättade Näringsdepartementet. 2003–2004 var tillhörigheten inom Justitiedepartementet, 2006–2010 hos Integrations- och jämställdhetsdepartementet. Från 2019 har både rödgröna och borgerliga regeringar placerat posten hos Arbetsmarknadsdepartementet.

## Mätmetoder
När graden av jämställdhet mäts används ofta mått på graden av lika utfall för könen, såsom till exempel lön eller antal kvinnor respektive män i vissa positioner.
Andra sätt att mäta kan vara att jämföra hur prestationer av individer av olika kön bedöms beroende på om bedömaren känner till individens kön eller inte.